# Вирккала, Тапио
Тапио Вирккала (фин. Tapio Wirkkala; 2 июня 1915, Гангут, Великое княжество Финляндское — 19 мая 1985, Хельсинки, Финляндия) — финский дизайнер и скульптор, ключевая фигура в послевоенном скандинавском дизайне.

## Общая характеристика
Тапио Вирккала считается одной из ведущих фигур финского дизайна. Период 1950-х — 1970-х годов, который оценивается как «золотой век» финского дизайна, иногда называют «периодом Вирккала».
Вирккала разработал несколько классических предметов, среди которых — ваза Kantarelli и  дизайн бутылок водки Koskenkorva и Finlandia. Наиболее известными работами Тапио Вирккала стала стеклянная посуда, созданная для компании Iittala. Возможно, самая известная работа Тапио Вирккала для Iittala — серия Ultima Thule, созданная в 1960-е годы.
Вирккала неоднократно занимал призовые позиции на Триеннале в Милане. В 1955 году награжден медалью Pro Finlandia, в 1972 году получил звание академика.
Работал с самыми разными материалами — от пластика и металла до стекла, от керамики до клеёной фанеры — и в широком диапазоне стилей. Он придумывал внешний облик как массовой продукции (посуды, изделий из камня, ювелирных украшений, мебели), так и уникальных арт-объектов, способствуя размыванию границ между бытовым и художественным в скандинавском дизайне. Вирккала прекрасно владел традиционными финскими ремесленными технологиями (резьба по дереву, горячая и холодная ковка и др.) и творчески их использовал в работе. Во многом благодаря работам Тапио Вирккала дизайн в Финляндии был воспринят как символ национальной идентичности. Его наследие насчитывает тысячи образцов дизайна.

## Биография
Тапио Вирккала родился в Ханко в 1915 году. Его отец Илмари Вирккала был архитектором, мать, Сельма, занималась резьбой по дереву. Сестра Хелена Корвенконтио и брат Тауно Вирккала также стали художниками. Вирккала посещал Школу совместного обучения в Тёёлё.
В 1944 году в клубе Art Hall Вирккала познакомился со своей будущей женой Рут Брик, в 1945 году они поженились. В браке родилось двое детей: Сампса (Саами) Туомас (1948) и Маария Пиритта (1954). Дети унаследовали художественные интересы родителей: Сампса стал дизайнером мебели, Маария - дизайнер и художник. Тапио Вирккала похоронен на холме Художников на кладбище Хиетаниеми в том же месте, что и его жена Рут Брик.

## Профессиональная деятельность и дизайн-проекты

### Образование и 1930-е годы
В 1933 году Тапио Вирккала поступил в Высшую школу искусств, дизайна и архитектуры (сегодня университет Аалто) по классу декоративной скульптуры. В Высшей школе искусств Тапио Вирккала учился до 1936 года. В то же самое время в Школе учились будущие легендарные дизайнеры Илмари Тапиоваара, Арми Ратиа и Биргер Кайпиайнен.
В 1936 году Вирккала окончил факультет скульптуры Высшей школы искусств, дизайна и архитектуры. В начале творческой карьеры он занимался дизайном рекламы. Во время Второй мировой войны Тапио Вирккала служил офицером.

### Художественная деятельность в 1940-е годы
В 1946 году Тапио Вирккала начал сотрудничать с компанией Iittala, специализировавшийся на производстве изделий из стекла. В том же году Вирккала выиграл конкурс дизайна художественного стекла. Эти работы были продемонстрированы на выставке в Стокгольме. Выставка, фактически, обозначила появление нового поколения финских дизайнеров, одним из важнейших представителей которого был Тапио Вирккала.

### Триеннале в Милане и 1950-е
С 1951 по 1954 Вирккала был преподавателем и директором Высшей школы искусств, дизайна и архитектуры. В 1951 году Тапио Вирккала принял участие в IX миланской Триеннале — крупнейшем интернациональном смотре дизайна. IX Триеннале 1951 года стала поворотным моментом как для финского дизайна в целом, так и для нового поколения финских дизайнеров, к которому относился Тапио Вирккала. Триеннале 1951 года была триумфальной для Финляндии — дизайн-проекты, представленные Финляндией завоевали гран-при и несколько золотых медалей, в частности - за дизайн стекла. Для европейского дизайна в целом IX Триеннале стала моментом открытия финского дизайна. Триеннале 1951 года стала поворотным моментом в карьере Тапио Вирккала.
Успех финского дизайна был повторен в 1954 году. Тапио Вирккала и Тимо Сарпанева были удостоены Гран-при. Также на Триеннале 1954 года Тапио Вирккала выступал комиссаром финской секции. Триеннале сыграли решающую роль в признании Тапио Вирккала ведущим представителем финского дизайна и обозначении художественного статуса финского стекла. Как отмечает российский искусствовед Екатерина Васильева, «Период 1950-х годов интересен сложением мифологии финского стекла — прикладного материала, занявшего специфическое положение между утилитарным бытовым предметом и художественным объектом»

### Iittala, Venini и работы 1960-х годов
В 1960-е годы Тапио Вирккала работал в качестве дизайнера и арт-директора компании Iittala. Также в 1960-е годы он разрабатывал объекты для итальянской фабрики Venini, а также модели для немецкой компании Rosenthal.
Тапио Вирккала разрабатывал дизайн-объекты для таких компаний как Ahlström, Airam, Kultakeskus, Lapland Knife и Oras. Вирккала работал архитектором выставок на нескольких экспозиционных проектах. В 1956 году он разрабатывал выставочный дизайн для 275 ежегодной выставки финской стекольной промышленности. В 1961 году Вирккала занимался оформлением 50-й юбилейной выставки Орнамо. В 1979 году он создавал выставочный дизайн для 100-й юбилейной выставки национальной ассоциации «Друзья финских ремесел». В 1981 году Тапио Вирккала спроектировал интерьер и выставочное пространство Финского музея стекла в Рийхимяки.

## Основные серии и дизайн-объекты
Тапио Вирккала известен как универсальный художник, который использовал в своих работах стекло, дерево, фарфор, металл и пластик.

### Серия 1954 года
Стеклянные бокалы, выполненные в 1954 году, представляли собой объекты, где в центре стеклянной массы заключалась капля воздуха. Набор стеклянной посуды был изготовлен для компании Iittala и рассчитана на массовое производство. Серия соединила в себе характеристики художественного стекла и бытовой повседневной посуды. Серия, созданная Тапио Вирккала в 1954, до сих пор производится компанией Iittala.

### Серия Ultima Thule
В 1960-е годы Тапио Вирккала создал серию Ultima Thule. Изначально она изготавливалась из прозрачного белого стекла и имитировала тающую ледяную поверхность. Позже появились версии из матового и цветного стекла. Серия включала в себя бокалы, блюда и чаши разных размеров. Серия в итоге пошла в массовое производство, хотя задумывалась как малотиражная художественная. Предметы серии изначально изготавливались в деревянных формах — в них заливали расплавленную стеклянную массу. Каждая модель таким образом приобретала уникальные черты. Линейка стеклянной посуды Ultima Thule до сих пор находится в массовом производстве и остается одной из наиболее известных серий компании Iittala.

### Графины
После Триеннале 1954 года Тапио Вирккала разработал серию графинов, которые выпускались в 1960-е—1980-е годы небольшими сериями и единичными образцами. В 1960-е годы Вирккала выпускал графины, которые выходили под номерами № 2512, 2513, 2515 и 2516. Простая схематичная форма, созданная Вирккала опередила свое время. Созданный им графин часто использовался как декантер для красного вина.

### Изделия из фанеры
Еще в 1940-е годы Тапио Вирккала начал работать с авиационной фанерой — она стала важным материалом в его объектах. В 1951 году из авиационной фанеры была выполнена серия посуды и предметов для сервировки стола — в частности, деревянные блюда овальных очертаний или в форме листа. Блюда производились компанией Soinne & Kni Oy.

### Графический дизайн
В 1947 году Вирккала выиграл конкурс Банка Финляндии на дизайн банкнот. Финляндская марка, дизайн которой был разработан Тапио Вирккала вошли в оборот в 1955 году.

## Наследие и признание
Тапио Вирккала считается важнейшим дизайнером Финляндии и одним из наиболее влиятельных дизайнеров XX века. Его минималистический стиль сформировал основу развития дизайна во второй половине ХХ столетия. Тапио Вирккала принято относить к послевоенному поколению дизайнеров, благодаря которым состоялось интернациональное признание финского дизайна. Работы Тапио Вирккала представлены в таких музеях как Музей современного искусства в Нью-Йорке и Музей Виктории и Альберта в Лондоне.
Художественное наследие Тапио Вирккала и его жены Рут Брик хранится в Фонде Тапио Вирккала Рут Брик. В 2011 году Фонд TWRB передал свою коллекцию, состоящую из нескольких тысяч предметов в Музей современного искусства в Эспоо. В вестибюле выставочного центра музея есть постоянная, ежегодно меняющаяся экспозиция, обозначенная как кабинет Вирккала

## Профессиональный путь
- 1947—1985: дизайнер, стекольная компания «Ииттала»
- 1950-е: внештатный дизайнер, компания Soinne & Kni Oy (Хельсинки)
- 1951—1954: арт-директор, Институт промышленного дизайна (Хельсинки)
- 1951—1983: внештатный дизайнер, N. Westerback / Kultakestus Oy (Хельсинки, Хямеенлинна)
- 1955—1956: дизайнер, Raymond Loewy Associates (США)
- 1956—1985: внештатный дизайнер, Rosenthal AG (Германия)
- 1957—1965: промышленный и художественный дизайнер, A-studio (студия дизайна концерна Ahlstrom, Хельсинки)
- 1960-е: внештатный дизайнер, Hackman-Sorsakoski
- 1966—1985: Design Tapio Wirkkala (Хельсинки)
- 1965—1985: внештатный дизайнер, Venini S.p.A. (Италия)
- 1975—1976: внештатный дизайнер, Tane Orfebres (Мексика)
- 1970-е: внештатный дизайнер, Lapin Puukko Oy (Тервола)

## Галерея
- Ваза Avena (1970)
- Декоративные бутылки Venini
- Ваза Kantarelli